# Конфиньи
Конфиньи (итал. Configni) — коммуна в Италии, располагается в регионе Лацио, в провинции Риети.
Население составляет 708 человек (2008 г.), плотность населения составляет 31 чел./км². Занимает площадь 23 км². Почтовый индекс — 2040. Телефонный код — 0746.
Покровителем коммуны почитается святой Григорий Великий, празднование 12 марта.

## Демография
Динамика населения:

## Администрация коммуны
- Официальный сайт: